# Belagerung von Poitiers

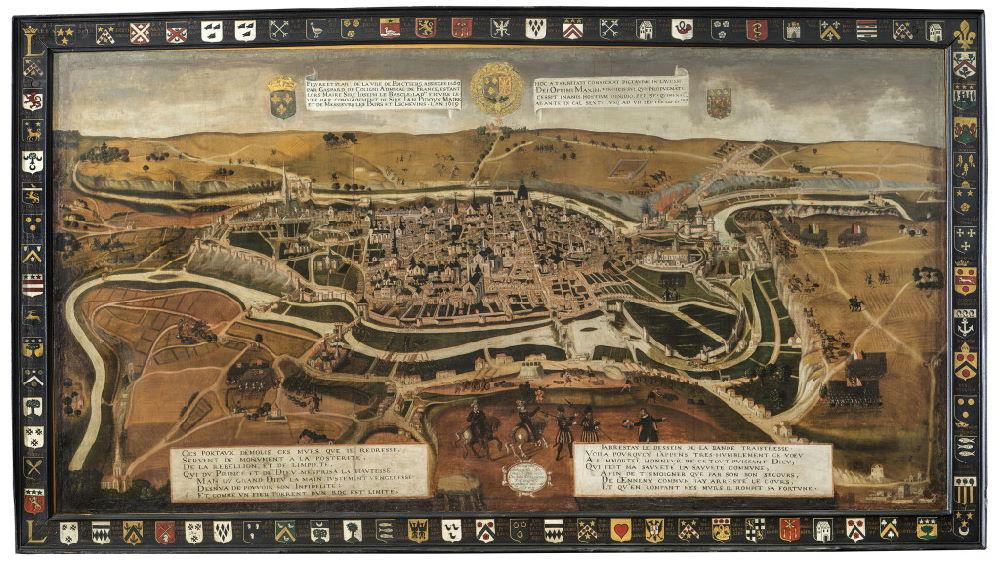
Die Belagerung von Poitiers, Gemälde von François Nautré, 1619

Die Belagerung von Poitiers im Jahr 1569 fand vom 24. Juli bis zum 7. September als Teil des Dritten Hugenottenkriegs (1568–1570) statt. Protestantisches Militär belagerte die Stadt und ihre katholische Garnison, bis die beginnende Belagerung von Châtellerault durch katholische Soldaten zu einer Änderung der Prioritäten und zur Aufhebung der Belagerung führte.

## Hintergrund
In Frankreich kämpften die Herrscher des Hauses Valois und die Königinmutter Caterina de’ Medici entschieden gegen die „Häresie“. Sie wurden vom Papst und dem König von Spanien sowie von den Herrschern Lothringens und den Guise unterstützt.
Auf protestantischer Seite waren die Hauptvertreter der Hugenotten Louis I. de Bourbon, prince de Condé, seine Schwägerin, die Königin von Navarra, Jeanne d’Albret, sein Neffe Heinrich von Navarra, zukünftiger König von Frankreich Heinrich IV., sowie die Familien Châtillon und Coligny einschließlich der Admirals von Frankreich Gaspard II. de Coligny.
Im Sommer 1569 war Poitiers das Zentrum des Dritten Religionskrieges zwischen Katholiken und Protestanten im Königreich Frankreich. Poitiers war eine katholische Festung, die König Karl IX. trotz der Verkündung einer neuen Lehre durch Jean Calvin im Jahr 1534 treu blieb. Die Stadt war lediglich zwischen Mai und Juli 1563 auf die protestantische Seite gewechselt, bevor sie vom Royalisten zurückgewonnen wurde.

## Kontext
Poitou war aufgrund seiner geografischen Lage von großer Bedeutung. Es liegt in der Nähe von La Rochelle, einer kalvinistischen Hafenstadt, die 1567 zur Hauptstadt des Protestantismus wurde. Die Lage war im Sommer 1568 besonders instabil, als den Hugenottenchefs durch die königlichen Armeen die Inhaftierung drohte: Condé und Coligny beschlossen, in La Rochelle Zuflucht zu suchen, als sie davon erfuhren, und flohen am 28. September 1568 von ihren jeweiligen Gütern in Burgund nach Aunis.
Die westlichen Provinzen des Königreichs wie Aunis, Angoumois und Poitou waren Schauplatz ständiger Zusammenstöße zwischen Protestanten und Katholiken, wobei Poitiers von den vielen Konfrontationen berührt wurde, ohne aber Schaden zu nehmen. Aber am 13. März 1569 wurde Condé in der Schlacht bei Jarnac ermordet, und Jeanne d’Albret, die Königin von Navarra, und die jungen Prinzen Henri I. de Bourbon, prince de Condé, damals 16 Jahre alt, und Heinrich von Navarra, 15 Jahre alt, wurden die neuen Anführer.
Im Juni und Juli 1569 wechselte der militärische Erfolg tendenziell in das protestantische Lager. In der Tat erlitt die katholische Armee mehrere Niederlagen in Folge, zog sich in ihre Quartiere zurück oder entließ sogar Soldaten. Diese Situation ließ den Hugenotten im Poitou freie Hand.
Die Belagerung des Sommers 1569 war eine wichtige Episode in diesem dritten Religionskrieg. Sie sollte die protestantische Armee auf dem Weg zur Loire mobilisieren. Gui de Daillon, Comte du Lude, war als Gouverneur von Poitou seit dem 20. Juni 1569 mit der Belagerung der von protestantischen Stadt Niort beschäftigt, die sich aber hinzog. Während sich Colignys Truppen näherten, traf der Graf die Entscheidung, sich am 1. Juli zurückzuziehen und in Poitiers Zuflucht zu suchen.

## Die anwesenden Streitkräfte
Es ist schwierig, sich über die zur Verteidigung von Poitiers anwesenden Streitkräfte ein Bild zu machen, aber laut Marin Liberge waren zwischen 3.000 und 4.000 Soldaten aus Infanterie, Kavallerie und bewaffnete Zivilisten zur Hand. Am 12. Juli 1569 trafen Henri I. de Lorraine, duc de Guise, sein Bruder, der Marquis de Mayenne, als Verstärkung in Begleitung von 800 bewaffneten Kavalleristen, darunter 400 italienische Lanzen, in Poitiers ein.
Colignys Armee auf der anderen Seite war mit rund 10.000 Infanteristen und 8.000 bis 9.000 Kavalleristen imposanter, zudem verfügte sie über eine starke Artillerie.

## Ablauf der Belagerung
Vom 26. bis 30. Juli 1569 errichtete Coligny sein Feldlager, die hugenottischen Herren nahmen die Mauern von Poitiers in Augenschein. Am Mittwoch, den 27. Juli, erlebte die Stadt das erste Artilleriefeuer, ohne Schaden zu nehmen. Die Protestanten bauten außerhalb der Stadt eine Brücke über den Fluss Clain, gleichzeitig unternahmen sie rund um die Stadt Schanzarbeiten. Auch innerhalb der Stadtmauern stärkten die Verteidiger ihr System. Am 31. Juli 1569 stellten die Poitevins aktiv alle Arten von Geschossen und Fallen her, um die Angreifer abzuwehren, sobald sie sich den Mauern näherten.
Im August tobte der Kampf dann richtig. In den ersten Tagen wurden die Kanonen in Richtung Stadtmauer platziert. Der Turm des Pont Joubert wurde zerstört, Coligny versuchte, die Verteidigungsanlagen des Pont Joubert zu durchbrechen. In den folgenden drei Tagen schossen die Kanonen andauernd auf die Verteidigungsanlagen.
Im Verlauf des August 1569 gelangen den Hugenotten drei Mauerdurchbrüche, sie erlitten aber auch Rückschläge auf dem Pont Saint-Cyprien im Süden der Stadt, dann stellte Colignys seine Armee in Schlachtordnung auf den Höhen auf und versuchte, Unsicherheit im katholische Lager zu säen. Die Belagerten errangen einen wichtigen Sieg bei der Verteidigung der Tison-Mühle bzw. des Îlot Tison südwestlich des Pont Saint-Cyprien. Ende August, während des dritten Durchbruchs, setzten die Angreifer die Kanonade auf Pré-Abbesses (im Nordosten der Stadt) fort und begannen einen deutlichen Vormarsch bis zur Kirche Sainte Radegonde (im Osten zwischen der Kathedrale von Poitiers und der Stadtmauer), doch am 25. August hielten sich die beiden Armeen in Schach. Dann brach in den letzten Tagen die Ruhr im Lager der Angreifer aus, an der auch viele Adlige erkrankten.
Anfang September gingen die Poitevins nördlich der Stadt siegreich gegen die protestantischen Verschanzungen in den Weinbergen vor, die über den Vorort Rochereuil ragten. Die Belagerer griffen zudem die westlichen Tore des Vorortes an, trafen aber auch hier auf Widerstand. Am 7. September 1569 begann die königliche Armee die Belagerung von  Châtellerault. Laut Liberges Bericht konnten die Poitevins das Artilleriefeuer aus 40 Kilometer Entfernung hören – und Colignys Truppen hoben schnell die Belagerung von Poitiers auf, um Châtellerault zu verteidigen.
Am nächsten Tag fand eine Prozession statt, um Gott zu danken.

## Folgen
Nach dem Abzug der protestantischen Truppen kehrte die Ruhe nicht unmittelbar zurück, aber der siegreiche Widerstand der Poitevins wurde als göttliche Vorsehung interpretiert, was einen Schub für die orthodoxesten Katholiken einleitete. Jedes Jahr wurde nun eine Prozession zugunsten der heiligen Beschützer der Stadt (Radegonde, Hilaire und die Jungfrau) durchgeführt.
Nach und nach wurde die Zerstörung aus der Belagerung repariert, abgesehen von der Abtei Saint-Cyprien, die 1574 endgültig abgerissen wurde.
Auf protestantischer Seite trat die Armee Colignys, die Richtung Châtellerault marschierte, am 2. Oktober 1569 den Katholiken entgegen und erlitt in der Schlacht bei Moncontour eine entscheidende Niederlage.